# قانون تانژانت‌ها

یک مثلث دلخواه.

در این قانون که از قانون‌های مثلثات می‌باشد، رابطه‌ای را بین ضلع‌ها و زوایای یک مثلث نشان می‌دهد که به شرح زیر است:
{\displaystyle {\frac {a-b}{a+b}}={\frac {\tan[{\frac {1}{2}}(\alpha -\beta )]}{\tan[{\frac {1}{2}}(\alpha +\beta )]}}.}